# Mont-de-Laval
Mont-de-Laval é uma comuna francesa na região administrativa da Borgonha-Franco-Condado, no departamento de Doubs. Estende-se por uma área de 8.44 km². Em 2010 a comuna tinha 185 habitantes (densidade: 21,9 hab./km²).